# Turismvetenskap
Turismvetenskap är ett akademiskt ämne vid vissa högskolor och universitet i Sverige. Vid fem lärosäten i landet ges möjligheter att erhålla en filosofie kandidatexamen i turismvetenskap. Det krävs då minst 180 högskolepoäng (3 års heltidsstudier varav 90 högskolepoäng i huvudämnet turismvetenskap.

## Lärosäten som erbjuder turismvetenskap som kandidatämne
- Högskolan Dalarna
- Linnéuniversitetet
- Mittuniversitetet
- Karlstads universitet
- Södertörns högskola
- Umeå universitet
- Linköpings universitet